# Еггштетт
Еггштетт (нім. Eggstätt) — громада в Німеччині, розташована в землі Баварія. Підпорядковується адміністративному округу Верхня Баварія. Входить до складу району Розенгайм.
Площа — 24,29 км2. Населення становить 2913 ос. (станом на 31 грудня 2020).